# Torneio Rio-São Paulo 1960
Das Torneio Rio-São Paulo 1960 war die zwölfte Austragung des Torneio Rio-São Paulo, eines Fußballpokalwettbewerbs in Brasilien. Er wurde vom 10. März bis 24. April 1960 ausgetragen. Der offizielle Name des Turniers war Torneio Roberto Gomes Pedrosa.

## Modus
Alle Klubs traten nur einmal gegeneinander an. Der punktbeste Klub wurde Turniersieger.

## Teilnehmer
| Teilnehmer Rio de Janeiro | Teilnehmer São Paulo               |
| ------------------------- | ---------------------------------- |
| America FC (RJ)           | SC Corinthians                     |
| Botafogo FR               | SE Palmeiras                       |
| CR Flamengo               | Associação Portuguesa de Desportos |
| Fluminense FC             | FC Santos                          |
| CR Vasco da Gama          | FC São Paulo                       |

## Tabelle
| Pl. | Verein                             | Sp. | S | U | N | Tore    | Diff. | Punkte |
| --- | ---------------------------------- | --- | - | - | - | ------- | ----- | ------ |
| 1.  | Fluminense FC                      | 9   | 6 | 2 | 1 | 022:120 | +10   | 14     |
| 2.  | Botafogo FR                        | 9   | 4 | 4 | 1 | 017:120 | +5    | 12     |
| 3.  | CR Vasco da Gama                   | 9   | 4 | 3 | 2 | 017:700 | +10   | 11     |
| 4.  | SC Corinthians                     | 9   | 4 | 3 | 2 | 011:100 | +1    | 11     |
| 5.  | CR Flamengo                        | 9   | 5 | 1 | 3 | 013:140 | −1    | 11     |
| 6.  | SE Palmeiras                       | 9   | 4 | 1 | 4 | 012:110 | +1    | 09     |
| 7.  | FC São Paulo                       | 9   | 2 | 3 | 4 | 011:190 | −8    | 07     |
| 8.  | FC Santos                          | 9   | 1 | 4 | 4 | 011:170 | −6    | 06     |
| 9.  | Associação Portuguesa de Desportos | 9   | 2 | 1 | 6 | 011:160 | −5    | 05     |
| 10. | America FC (RJ)                    | 9   | 1 | 2 | 6 | 014:210 | −7    | 04     |

## Kreuztabelle
| 1960        | America | Botafogo | SC Corinthians | Flamengo | Fluminense | Palmeiras | Portuguesa | Santos | São Paulo | Vasco |
| ----------- | ------- | -------- | -------------- | -------- | ---------- | --------- | ---------- | ------ | --------- | ----- |
| America     | –       |          | 1:2            | 5:1      |            | 1:5       |            | 5:4    |           |       |
| Botafogo    | 0:0     | –        |                |          |            |           |            | 3:0    | 3:2       |       |
| Corinthians |         | 1:1      | –              |          | 1:2        | 1:0       | 2:1        | 2:1    | 0:0       | 1:1   |
| Flamengo    |         | 3:1      | 3:1            | –        | 2:1        |           | 0:3        |        |           | 1:0   |
| Fluminense  | 1:1     | 2:2      |                |          | –          | 1:0       | 1:0        | 4:2    | 7:2       | 3:2   |
| Palmeiras   |         | 1:3      |                | 2:1      |            | –         | 1:0        | 0:0    | 4:1       |       |
| Portuguesa  | 3:1     | 2:3      |                |          |            |           | –          |        |           | 0:5   |
| Santos      |         |          |                |          | 0:1        |           | 2:2        | –      |           |       |
| São Paulo   | 2:1     |          |                | 1:1      |            |           | 1:0        | 1:1    | –         | 1:2   |
| Vasco       | 3:0     | 1:1      |                |          |            | 3:0       |            | 0:0    |           | –     |

## Die Meistermannschaft
| 2. Titel | Fluminense FC |

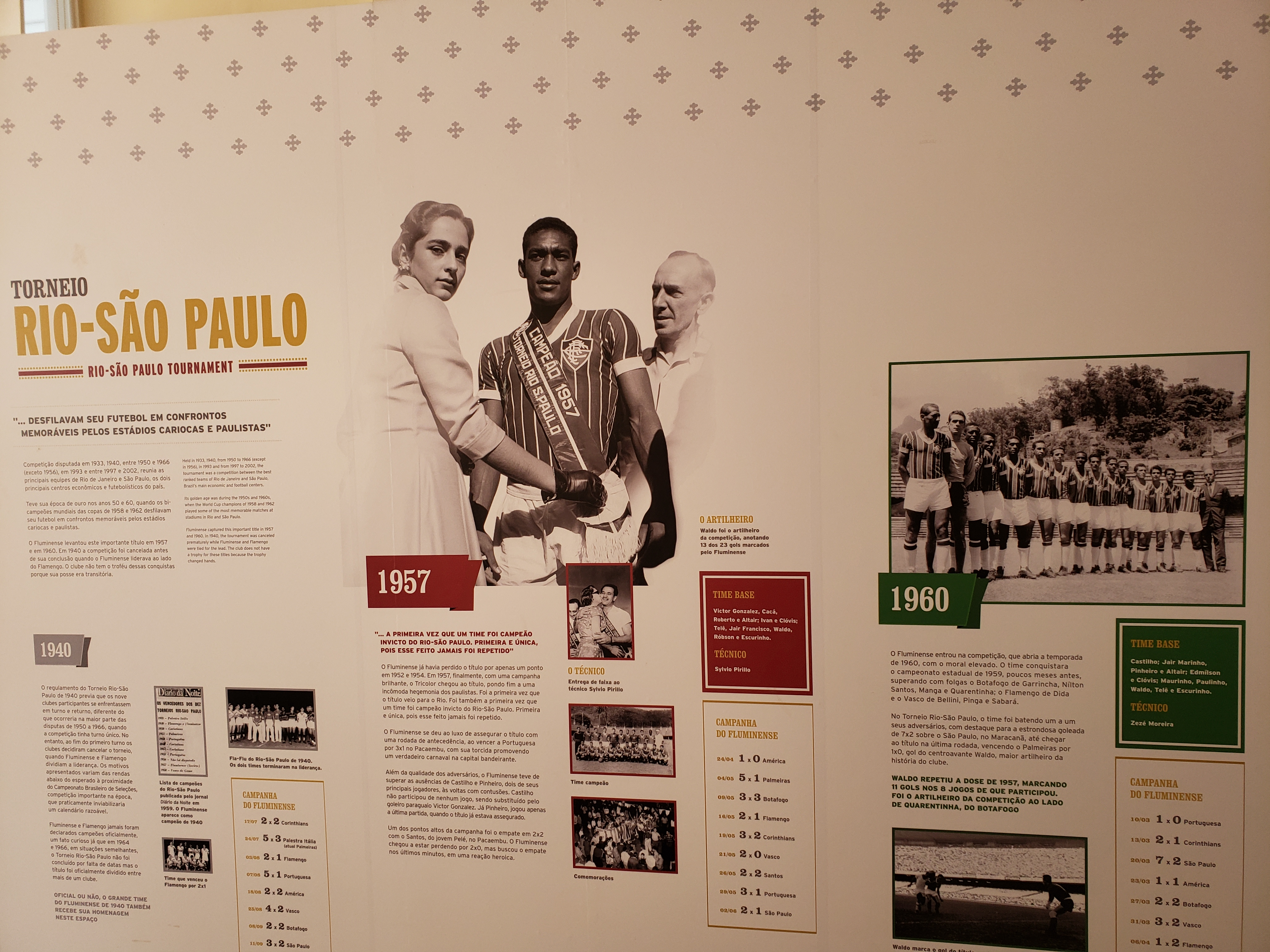
Informationstafel zu den Turniersiegen im Trophäenraum des Fluminense FC

|          | - Tor: Castilho, Edson Borracha - Abwehr: Nonô, Clóvis, Dary, Pinheiro, Donald - Mittelfeld: Jair Santana, Rubens, Jaburú, Jair Marinho, Paulinho - Angriff: Telê Santana, Jair Francisco, Escurinho, Waldo, Romeu Gibim, Almir, Françoso, Azumir Veríssimo, Maurinho - Trainer: Zezé Moreira |

## Torschützenliste
| Pl. | Nat.        | Spieler       | Klub             | Tore |
| --- | ----------- | ------------- | ---------------- | ---- |
| 1   | Brasilianer | Quarentinha   | Botafogo FR      | 11   |
|     | Brasilianer | Waldo         | Fluminense FC    | 11   |
| 3   | Brasilianer | Delém         | CR Vasco da Gama | 7    |
| 4   | Brasilianer | Ílton Vaccari | America FC (RJ)  | 6    |
| 5   | Brasilianer | Babá          | SC Corinthians   | 5    |
|     | Brasilianer | Zague         | CR Flamengo      | 5    |
| 7   | Brasilianer | Pinga         | CR Vasco da Gama | 4    |